# تيودورو فيرنانديز
تيودورو فيرنانديز (Teodoro Fernández) (مواليد 20 مايو 1913)، هو لاعب كرة قدم كان يلعب كمهاجم. يلعب مع منتخب بيرو لكرة القدم منذ عام 1935.

## وصلات خارجية
- تيودورو فيرنانديز على موقع الاتحاد الدولي (مؤرشف)  (الإنجليزية)
- تيودورو فيرنانديز على موقع قاعدة بيانات كرة القدم.إي يو (الإنجليزية)
- تيودورو فيرنانديز على موقع ناشيونال فوتبول تيمز (الإنجليزية)
- تيودورو فيرنانديز على موقع عالم كرة القدم.نت (الإنجليزية)
- تيودورو فيرنانديز على موقع أوليمبيديا (الإنجليزية)